# Lee Chan-dong
Lee Chan-dong (이찬동?, 李燦東?; 10 gennaio 1993) è un calciatore sudcoreano, centrocampista del Daegu.

## Carriera

### Club
Ha sempre giocato in Corea del Sud, nel Gwangju, con cui ha esordito in campionato il 22 marzo 2014, nella sconfitta esterna per 2-1 contro il Daegu.

### Nazionale
Con la Nazionale maggiore sudcoreana ha vinto la Coppa dell'Asia orientale 2015 in Cina, senza però collezionare nessuna presenza.
Viene convocato per le Olimpiadi 2016 in Brasile.

## Palmarès

### Nazionale
- Coppa dell'Asia orientale: 1

Cina 2015